# Rivière des Remparts
Cet article concerne le fleuve. Pour le district, voir Rivière du Rempart. Pour la localité, voir Rivière du Rempart (Maurice).
La rivière des Remparts est un fleuve français situé sur l'île de La Réunion, département d'outre-mer dans l'océan Indien. Elle traverse le territoire communal de Saint-Joseph en s'écoulant du nord vers le sud dans une très profonde vallée qu'elle a creusée en suivant le bord d'une ancienne caldeira du massif du Piton de la Fournaise.
Le fond de la vallée a été recouvert par les laves émises lors de l'éruption du cratère Commerson, il y a environ 2 000 ans. Les coulées sont encore bien identifiables dans la partie haute de la vallée où la rivière emprunte assez souvent de manière souterraine les anciens tunnels de lave.
En 1965, l'éboulement de Mahavel a bouleversé le paysage et la vie de la vallée, provoquant le départ des habitants du village de Roche-Plate et des petits îlets. Depuis cet évènement catastrophique, la rivière continue à étaler les millions de m3 de matériaux éboulés et à éroder ses propres berges lors des épisodes cycloniques. Quelques cultures, quelques occupations humaines, quelques activités touristiques ont repris, mais la situation reste précaire.

## Forêt de la rivière des Remparts
La forêt départemento-domaniale de la rivière des Remparts s’étend dans la vallée et sur les remparts  de la rivière (rempart du bras de Mahavel). Peu accessible, cette forêt primaire est constituée de bois de couleurs ; elle évolue, en prenant de l’altitude, vers un environnement plus minéral ou les anciennes coulées de lave sont visibles.

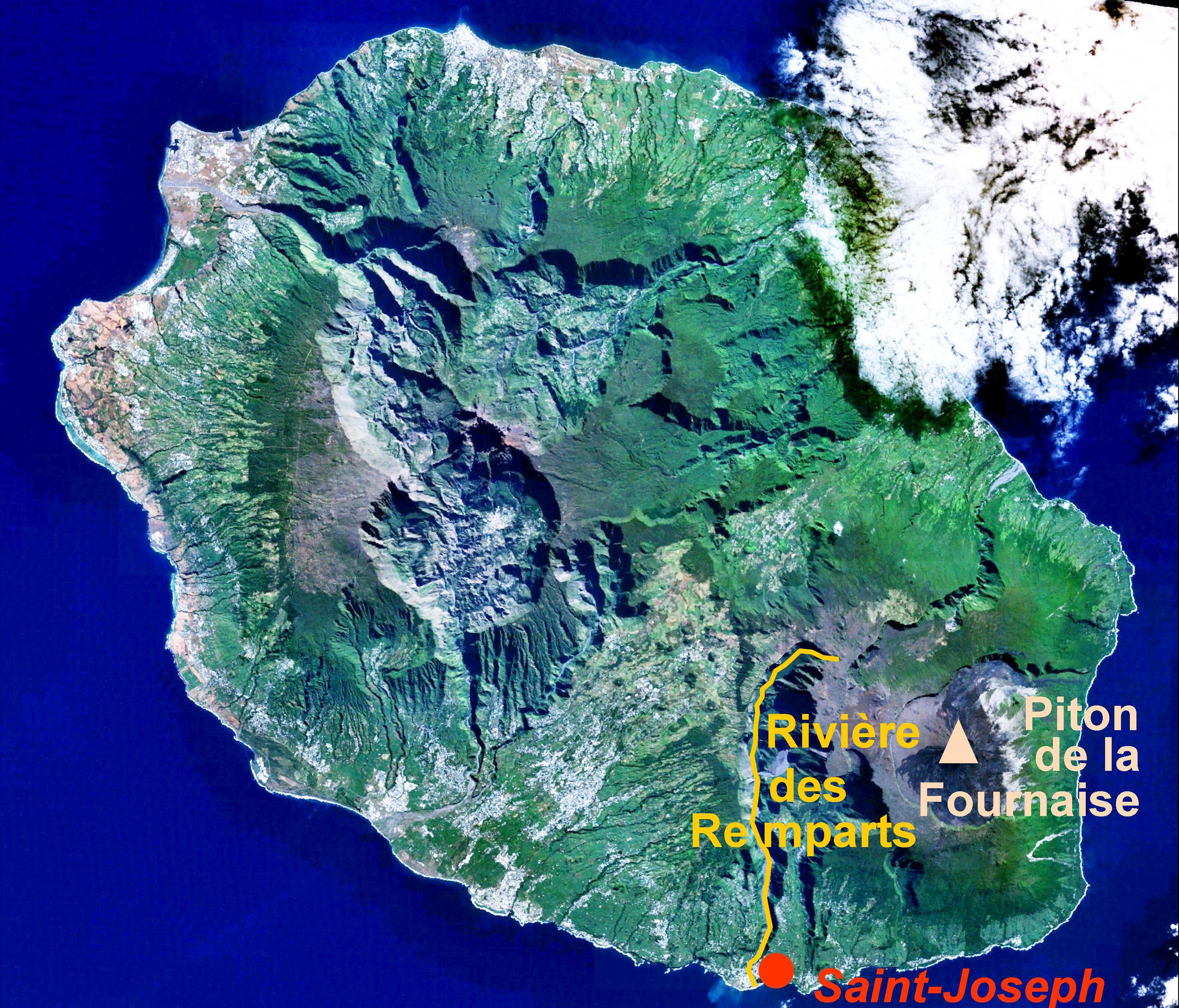
Localisation de la rivière des Remparts.
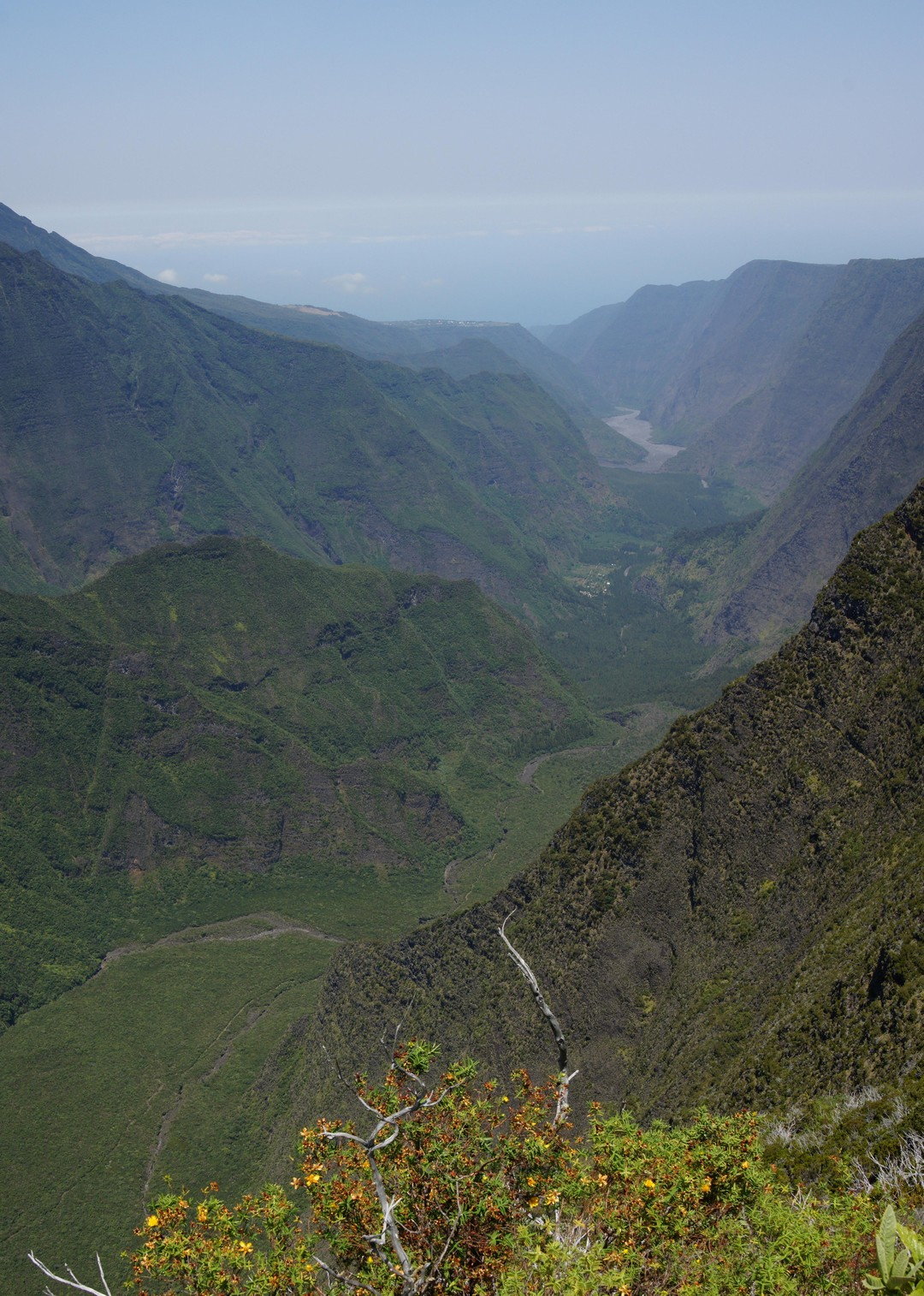
La rivière des Remparts.
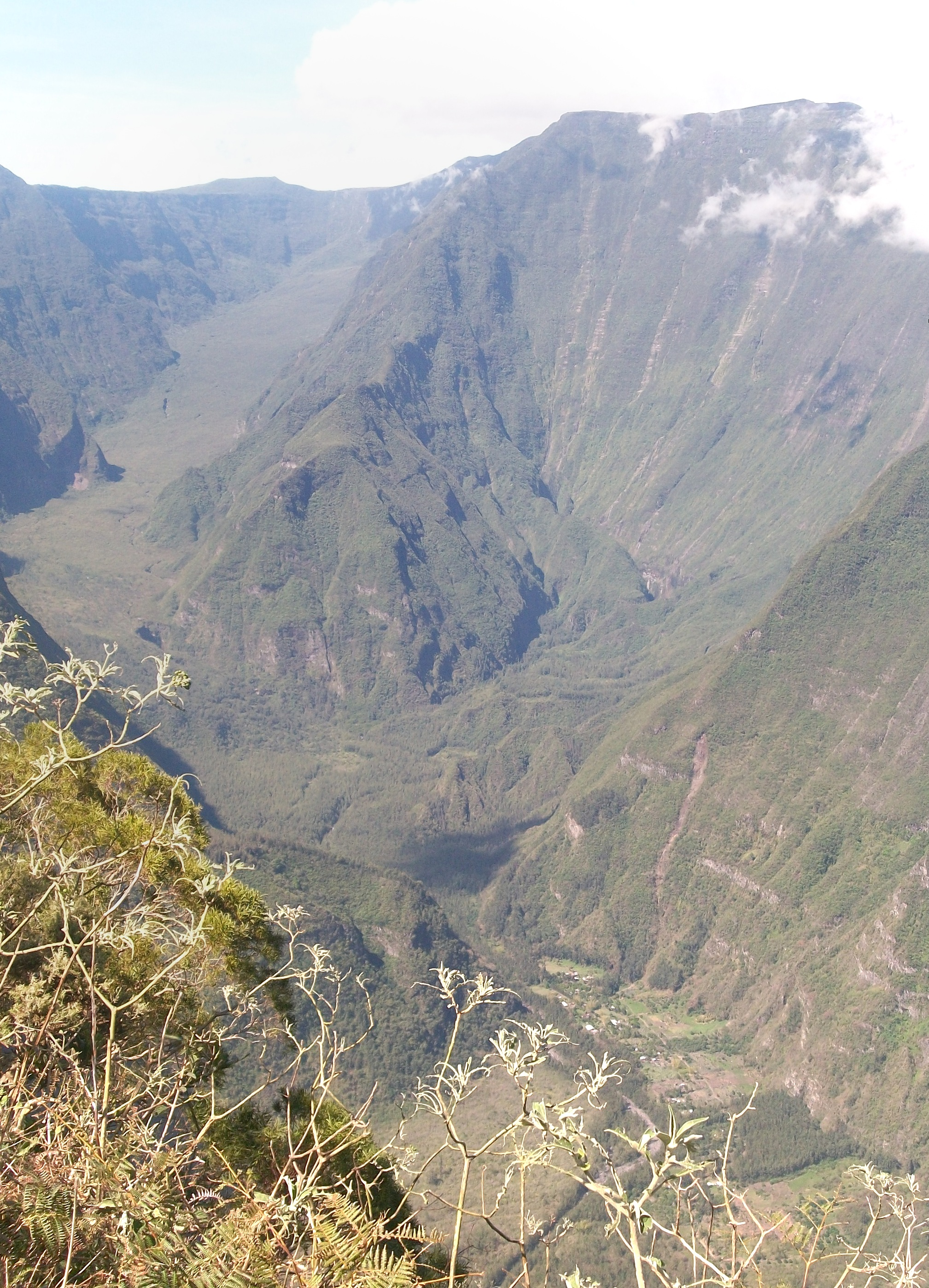
Vue sur Roche Plate depuis le belvédère de Notre-Dame de la Paix.

Vue panoramique de la rivière des Remparts.
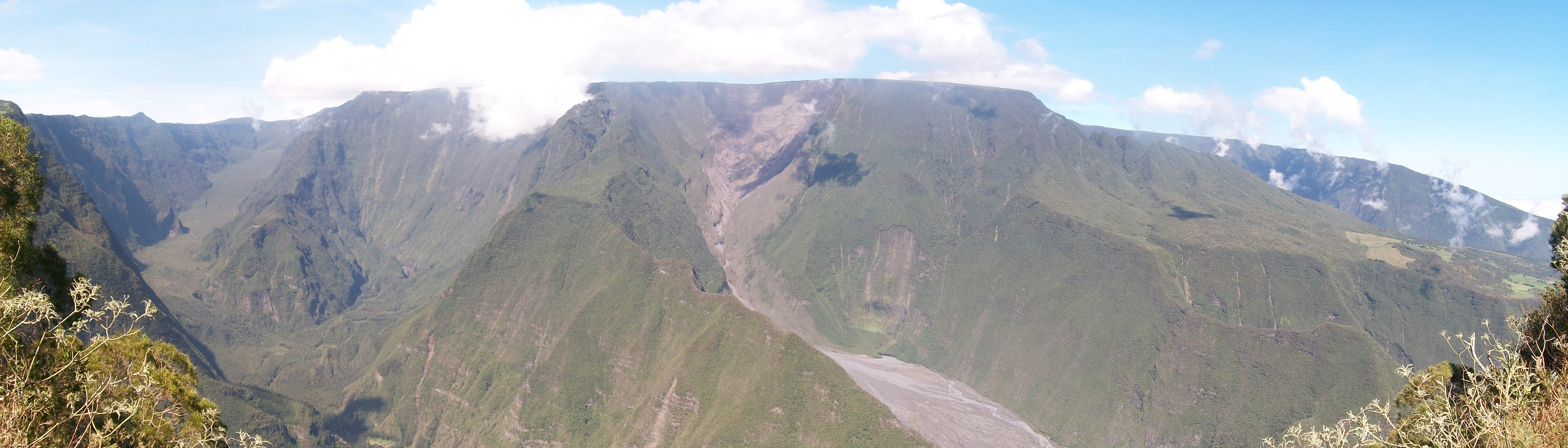
Vue panoramique sur la vallée de la rivière des Remparts depuis le belvédère de Notre-Dame de la Paix.